# 顧燁
顧燁（1478年—？），字耀卿，浙江嘉興府嘉興縣人，民籍，明朝政治人物。

## 生平
弘治十一年（1498年）戊午科浙江鄉試第二名舉人。弘治十五年（1502年）中式壬戌科會試第八十名，三甲第四十九名進士。

## 家族
曾祖顧晟；祖父顧政，遇例冠帶；父顧岳，母潘氏。重庆下。弟顾炳。